# كارول روزا
كارولين روزا كافيدو (بالبرتغالية: Karolline Rosa Cavedo؛ مواليد 30 ديسمبر 1994) هي مُقاتلة فنون قتالية مختلطة برازيلية.

## وصلات خارجية
- كارول روزا على موقع يو إف سي (الإنجليزية)
- كارول روزا على موقع شيردوغ (الإنجليزية)
- كارول روزا على موقع Tapology.com (الإنجليزية)
- كارول روزا على موقع إي إس بي إن (الإنجليزية)
- كارول روزا على موقع IMDb (الإنجليزية)